# Malava
Malava är hos Vugusufolket i Kenya i Afrika den första kvinnan.